# Phalotris matogrossensis
Espèce
Phalotris matogrossensis  est une espèce de serpents de la famille des Dipsadidae.

## Répartition
Cette espèce se rencontre au Paraguay et au Brésil.

## Étymologie
Son nom d'espèce, composé de matogross[o] et du suffixe latin -ensis, « qui vit dans, qui habite », lui a été donné en référence au lieu de sa découverte, Cuiabá dans l’État du Mato Grosso au Brésil.

## Publication originale
- Lema, D'Agostini & Cappellari, 2005 : Nova espécie de Phalotris, redescrição de P. tricolor e osteologia craniana (Serpentes, Elapomorphinae). Iheringia, Série Zoologia, vol. 95, p. 65-78 (texte intégral).